# Podhradie (Nitra)
Podhradie (in ungherese Kővárhely) è un comune della Slovacchia facente parte del distretto di Topoľčany, nella regione di Nitra.